# Villademor de la Vega
Villademor de la Vega – gmina w Hiszpanii, w prowincji León, w Kastylii i León, o powierzchni 16,63 km². W 2011 roku gmina liczyła 395 mieszkańców.